# Erebus mygdonia
Erebus mygdonia là một loài bướm đêm trong họ Erebidae.